# Qualis artifex pereo

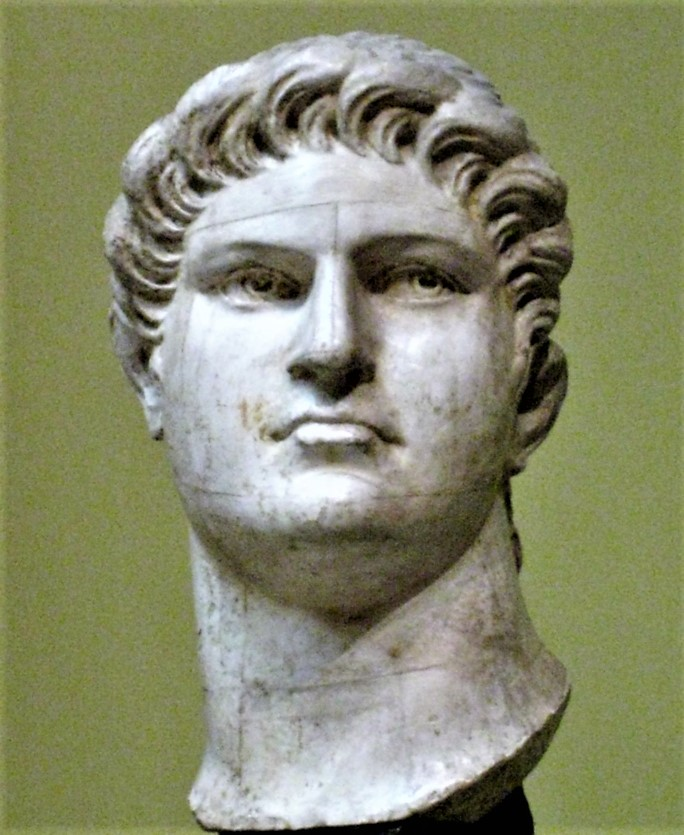
Нерон, що повторював перед смертю фразу «Qualis artifex pereo»

Qualis artifex pereo — (укр. Який артист гине) —  латинський крилатий вислів.
Застосовується для опису чогось цінного, що пропадає дарма, не використовується за призначенням, або людини, яка не реалізувала себе, не знайшовши собі гідного місця в житті.
Згідно зі  Светонієм, ці слова перед смертю повторював імператор Нерон, який вважав себе великим трагічним співаком і любив виступати в театрах Риму та  Греції.

Коли ж він звернувся за порадою, ці останні, що ще залишилися йому вірними друзі, запропонували йому покінчити із собою й тим уникнути ганьби. Він наказав зняти із себе мірку й по ній вирити в нього на очах могилу, зібрати шматки мармуру, які знайдуться для надгробка, принести води для обмивання трупу й дров для багаття. При кожному наказі він схлипував й увесь час повторював: «Який великий артист гине!» (лат. Qualix artifex pereo)